# Col du Haut du Bois
Le col du Haut du Bois est un col routier d'intérêt local en bordure du massif des Vosges. Il permet la liaison entre Rambervillers et Saint-Dié-des-Vosges, et se complète d'une route vers Étival-Clairefontaine via Saint-Remy.

## Géographie
Du côté occidental, la route départementale 32 longe le parc d'attraction de Fraispertuis-City et emprunte la vallée de la Colline des Eaux où coule le Gaindrupt, affluent droit de la Mortagne. Le tracé du côté oriental, bien que fortement rectifié, reste plus tortueux.
Toutefois, en raison de la nature plus élevée et plus sinueuse de la route menant au col du Haut Jacques, quant à elle dépourvue de chaussée à trois voies, la route départementale 32 passant par le col du Haut du Bois capte la majeure partie du trafic routier Épinal - Saint-Dié-des-Vosges. Le Conseil départemental des Vosges porte à cet égard un projet d'aménagement routier modernisant la liaison entre les deux principales villes vosgiennes via Rambervillers et le col du Haut du Bois.

## Activités

### Commerce
Une auberge est installée au col. Elle se nomme simplement Le Haut du Bois.

### Cyclisme

#### Tour de France Femmes
Il est au programme de la 5e étape du Tour de France Femmes 2022. Non classé, il permet néanmoins aux trois premières concurrentes de remporter des secondes de bonifications. C'est la Française Victoire Berteau qui le franchit en tête, devant ses compagnes d'échappée.